# Walter Gehring
Walter J. Gehring, né le 20 mars 1939 à Zurich et mort le 29 mai 2014 à Bâle, est un chercheur en biologie du développement, professeur émérite à l'Université de Bâle.

## Biographie
Walter Jakob Gehring a contribué à des recherches déterminantes en génétique moléculaire et en biologie du développement. Il a contribué notamment à la compréhension des mécanismes moléculaires qui gouvernent le développement des animaux.
En 1984, ses découvertes concerne la structure moléculaire des gènes du moucheron à fruit ("Drosophilia melanogaster"). En collaboration avec une équipe scientifique, ses recherches démontrent que si les embryons sont différents d’une espèce à l’autre, le mécanisme de contrôle par les gènes est semblable, ce qui initie la notion de boîte homéotique.
En 1995, il identifie le gène qui contrôle le développement de l'œil dans tous les organismes du règne animal. Cette découverte a permis des expériences majeures telles que la création de moucherons avec un œil à la place des antennes ou de l'abdomen. Cette contribution scientifique permet d'explorer des perspectives concernant les problèmes de dégénérescence rétinienne chez l'humain.

## Publications
- Zoologie, 1995
- Master Control Genes in Development and Evolution: The Homeobox (The Terry Lectures), 1999

## Distinctions
- 2007 : Docteur honoris causa, Université Pierre-et-Marie-Curie (UPMC)[4].
- 2010 : Grande Croix du Mérite allemande